# Chyleniec
Chyleniec – osada w Polsce położona w województwie łódzkim, w powiecie łowickim, w gminie Nieborów. Wieś ma charakter bardzo luźnej, rozproszonej zabudowy składającej się z zaledwie 18 numerów, bez wyodrębnionego centrum. 
Przy jedynej we wsi drodze asfaltowej znajduje się kamienna kapliczka Św. Rodziny, zbudowana na początku lat 2000.

Chyleniec leży w granicach Bolimowskiego Parku Krajobrazowego .
W latach 1975–1998 miejscowość administracyjnie należała do województwa skierniewickiego.